# بلبل بني الرأس
البلبل بني الرأس أو البلبل أصفر البطن (الاسم العلمي: Alophoixus phaeocephalus) (بالإنجليزية: Yellow-bellied Bulbul)‏ هو نوع من الطيور يتبع جنس البلبل الذهبي من فصيلة البلابل.